# Сморинь
Сморинь (пол. Smoryń) — село в Польщі, у гміні Фрамполь Білґорайського повіту Люблінського воєводства.
Населення — 284 особи (2011).
У 1975-1998 роках село належало до Замойського воєводства.

## Демографія
Демографічна структура станом на 31 березня 2011 року:
|          | Загалом | Допрацездатний вік | Працездатний вік | Постпрацездатний вік |
| -------- | ------- | ------------------ | ---------------- | -------------------- |
| Чоловіки | 126     | 28                 | 81               | 17                   |
| Жінки    | 158     | 42                 | 76               | 40                   |
| Разом    | 284     | 70                 | 157              | 57                   |